# Hipoplasia cerebelosa
La hipoplasia cerebelosa (también, hipoplasia cerebelar) es un trastorno neurológico que consiste en un subdesarrollo del cerebelo (en la imagen, cerebelo normal señalado en rojo).

## Etiología
La hipoplasia cerebelosa puede tener diferentes causas:
- Genéticas, debido a una mutación patológica del gen Reelin, que produce una proteína llamada reelina, que es crucial para la regulación de los procesos de migración neuronal y posicionamiento en el desarrollo del cerebro.
- Problemas tiroideos
- Accidentes vasculares
- Intoxicaciones
- Infecciones virósicas

## Síntomas
En los niños, la hipoplasia se presenta con retardo madurativo, hipotonía, ataxia, convulsiones, déficits cognitivos y nistagmo.
Al llegar a la adultez, se agregan otros síntomas como vértigo, incapacidad de mantener el equilibrio, dolores de cabeza e hipoacusia.

## Asociaciones con otras patologías
La hipoplasia cerebelosa suele presentarse asociada con otros desórdenes, entre los que se incluye el Síndrome de Dandy Walker, el Síndrome de Werdnig-Hoffman y el Síndrome de Walker-Warburg.
La más importante de estas asociaciones es, sin embargo, la de la hipoplasia cerebelosa con la malformación de Chiari del tipo IV. Este trastorno, de descripción reciente, involucra un desarrollo incompleto de las estructuras del cerebelo. Esta forma es rara, y puede involucrar amígdalas muy bajas en el canal espinal, estructuras cerebelosas ausentes, y partes del cráneo y la médula espinal al descubierto.

## Tratamiento
No existe tratamiento para curar la hipoplasia del cerebelo. La terapéutica es de apoyo y meramente sintomática. Muchos pacientes requieren terapia de rehabilitación del equilibrio, uno de los principales trastornos de esta patología.

## Pronóstico
Esta patología puede tener una naturaleza estática o progresiva. Las formas causadas por malformaciones congénitas no progresan.